# عسران منيسي
عسران محمد منيسي (10 أبريل 1934م- أغسطس 2009م) خطاط مصري مشهور من مدينة الإسكندرية، وأحد أشهر تلاميذ الخطاط محمد إبراهيم.

## حياته ودراسته
وُلد عسران منيسي بحي الجمرك بمدينة الإسكندرية، وظهرت موهبته منذ الصغر فكان يُقلد كتابات كبار الخطاطين. بعد أن أنهى دراسته الثانوية التحق بمدرسة تحسين الخطوط بالإسكندرية وتتلمذ على يد الفنان محمد إبراهيم الذي لاحظ دقة كتاباته فأرشده إلى تعلم الكتابة بالذهب على الزجاج على يد الفنان اليوناني سوفوكلي، وقد حصل على دبلوم الخط العربي عام 1955م وكان ترتيبه الأول على الجمهورية. كما التحق بمدرسة تحسين الخطوط بالقاهرة ونال دبلوم التخصص في الخط والتذهيب عام 1958م وكان ترتيبه الأول على الجمهورية العربية المتحدة، حيث تتلمذ على يد أساتذة المدرسة الكبار مثل محمد رضوان، ومحمد حسني، ومحمد علي المكاوي، وسيد إبراهيم.

## أعماله
عمل عسران منيسي كخطاط في مجلتي روزاليوسف وصباح الخير، ثم عمل كخطاط بوزارة الإسكان حتى وصوله لسن المعاش عام 1994. وقد حظي بثقة الأستاذ محمد إبراهيم ومن بعده الأستاذ كامل إبراهيم، فكان ينفذ لهما العديد من الأعمال الخطية على الزجاج والجلد وسائر الخامات، بالإضافة لأعماله الشخصية من لوحات وكتابات منشورة. وقد قام بكتابة عدة مساجد مثل أبواب مسجد المواساة، ومسجد قرية المنتزه، والكثير من اللافتات وشواهد القبور مثل قبر الفنان محمود سعيد، وقبر أحمد باشا مظلوم. بالإضافة لمحاضراته المتعددة حول فنيات تنفيذ الأعمال الخطية والتي ألقاها بمكتبة الإسكندرية وبينالي الإسكندرية.

## معارض وتكريمات
شارك الفنان عسران منيسي في العديد من المعارض مثل معرض جماليات الخط العربى ضمن فعاليات بينالى الإسكندرية الثالث والعشرون لفنانى دول البحر المتوسط (اليوبيل الذهبى) 2005 ، ومعرض «روحانيات وتجليات» للخط العربي عام 2006. وقد تم تكريمه عدة مرات حيث حصل على ميدالية وشهادة تقدير في عيد العلم عام 1955 من الرئيس جمال عبد الناصر، وحصل درع مهرجان مؤتمر الموسيقى العربية  من وزير الثقافة فاروق حسني، وكُرِّم بمتحف الفنون الجميلة ضمن رواد الخط العربى عام 2003. كما كُرِّم من جمعية الخط العربي ومركز الخطوط بمكتبة الإسكندرية لاسهاماته في مجال فن الخط العربي.

## وفاته
توفى الأستاذ عسران منيسي في شهر أغسطس من عام 2009 بعد حياة حافلة بالعطاء في مجال الخط العربي.